# Eugenio Franceschini
Eugenio Franceschini (Verona, 19 settembre 1991) è un attore italiano.

## Biografia
Nasce a Verona nel 1991. Suo padre è Gianni Franceschini, attore di teatro, che ha avviato il figlio fin da piccolo alla carriera teatrale. Ha incominciato a lavorare nella compagnia teatrale dei suoi genitori, Viva Opera Circus, dove ha interpretato diversi ruoli da protagonista. All'età di 18 anni si trasferisce a Roma, dove intraprende la carriera di attore frequentando il corso di recitazione guidato da Giancarlo Giannini al Centro sperimentale di cinematografia. 
Nel 2012 esordisce sul grande schermo con il film Bianca come il latte, rossa come il sangue di Giacomo Campiotti. Dopo alcuni ruoli secondari in commedie come Maldamore e Sapore di te, nel 2014 interpreta il personaggio principale, Mario, nel documentario Fango e gloria - La Grande Guerra, di Leonardo Tiberi, che parla della storia del Milite ignoto italiano.
Dal 2013 al 2015 è protagonista in teatro accanto a Leo Gullotta dello spettacolo Prima del silenzio di Giuseppe Patroni Griffi con la regia di Fabio Grossi e prodotto dal Teatro Eliseo di Roma.
Nel 2019 è stato uno dei protagonisti della campagna primavera-estate di Persol.
Nel 2024 entra a far parte del cast della quarta stagione della serie Netflix Emily in Paris con il ruolo di Marcello.

## Vita privata
Sul set de I Medici ha conosciuto la sua attuale compagna, dalla quale ha avuto un figlio nel gennaio 2018. In seguito la coppia ha avuto un altro figlio.

## Filmografia

### Cinema
- Come non detto, regia di Ivan Silvestrini (2012)
- Bianca come il latte, rossa come il sangue, regia di Giacomo Campiotti (2012)
- Una famiglia perfetta, regia di Paolo Genovese (2012)
- Sapore di te, regia di Carlo Vanzina (2013)
- La luna su Torino, regia di Davide Ferrario (2013)
- Maldamore, regia di Angelo Longoni (2014)
- Io che amo solo te, regia di Marco Ponti (2015)
- Un bacio, regia di Ivan Cotroneo (2015)
- La cena di Natale, regia di Marco Ponti (2016)
- Sconnessi, regia di Christian Marazziti (2018)
- Una vita spericolata, regia di Marco Ponti (2018)
- Weekend, regia di Riccardo Grandi (2020)
- Io e Angela, regia di Herbert Simone Paragnani (2021)
- Ennio Doris - C’è anche domani, regia di Giacomo Campiotti (2024)

### Televisione
- Grand Hotel – miniserie TV (2014)
- Fango e gloria - La Grande Guerra, regia di Leonardo Tiberi – film TV (2015)
- I Medici (Medici: Masters of Florence) – serie TV (2016)
- La strada di casa – serie TV (2017-2019)
- Nero a metà – serie TV (2020)
- Chiara Lubich - L'amore vince tutto, regia di Giacomo Campiotti – film TV (2021)
- Non mi lasciare – serie TV (2022)
- Black Out – serie TV (2023-2025)
- La Rosa dell'Istria, regia di Tiziana Aristarco – film TV (2024)
- Màkari – serie TV (2024)
- Gloria – serie TV (2024)
- Emily in Paris – serie TV (2024)

### Cortometraggi
- A Deer Died Here, regia di John Giordano (2023)

## Doppiatori italiani
Nelle versioni in italiano delle opere in cui ha recitato, Eugenio Franceschini è stato doppiato da:
- Andrea Oldani in Emily in Paris

## Teatro
- Il barone di Munchausen (1996)
- Peter Pan (1999)
- Arlecchino e suo figlio alla ricerca della luna tonda (2000)
- L'impresario delle Smirne di Carlo Goldoni (2007)
- Aladino (2009)
- Evenij Onegin di Puškin, regia di Eljana Popova (2012)
- Breath new day (2012)
- Prima del silenzio di Giuseppe Patroni Griffi con Leo Gullotta, regia di Fabio Grossi (2013-2015)[3]

## Riconoscimenti
- Nastro d'argento
  - 2014 – Premio Guglielmo Biraghi come attore rivelazione dell'anno[4]